# Vignolles
Pour les articles homonymes, voir d'autres communes françaises, Vignol, Vignoles et Vignols..
Vignolles est une commune du Sud-Ouest de la France, située dans le département de la Charente (région Nouvelle-Aquitaine).
Ses habitants sont les Vignollais et les Vignollaises.

## Géographie

### Localisation et accès
Vignolles est une commune située à 7 km au nord-est de Barbezieux et 24 km au sud-ouest d'Angoulême, sur la rive gauche du Né.
Le bourg de Vignolles est aussi à 10 km au sud de Châteauneuf, 10 km au nord-ouest de Blanzac et 28 km au sud-est de Cognac.
La commune est limitée à l'ouest par la route nationale 10 entre Angoulême et Bordeaux. Elle est traversée par de petites routes départementales : la D 126 qui passe près du bourg, et la D 68 qui monte en direction de Saint-Bonnet.

### Hameaux et lieux-dits
L'habitat est assez dispersé, et de nombreux hameaux et fermes composent la commune. Saint-Paul, situé au sud-ouest de la commune, était autrefois une commune.

### Communes limitrophes
|              | Bellevigne   |           |
| Saint-Médard | Vignolles    | Ladiville |
|              | Saint-Bonnet |           |

### Géologie et relief
La commune est occupée par le Campanien (Crétacé supérieur), calcaire crayeux, qui occupe une grande partie du Sud Charente. Les vallées (Beau et Né) sont occupées par des alluvions récentes du Quaternaire,,,.
La commune est sur un plateau d'environ 100 m d'altitude, qui s'abaisse au nord vers la vallée du Né.  Le point le plus bas est à 41 m, situé en limite nord le long du Né. Le bourg, construit sur la crête de collines s'étirant du sud au centre de la commune, est à 105 m d'altitude. Le point culminant est à une altitude de 116 m, situé au sud du bourg (borne IGN).
Peu de bois occupent la commune, qui est surtout agricole, principalement des vignes, ainsi que les prairies des vallées du Beau et du Né.

### Hydrographie

#### Réseau hydrographique

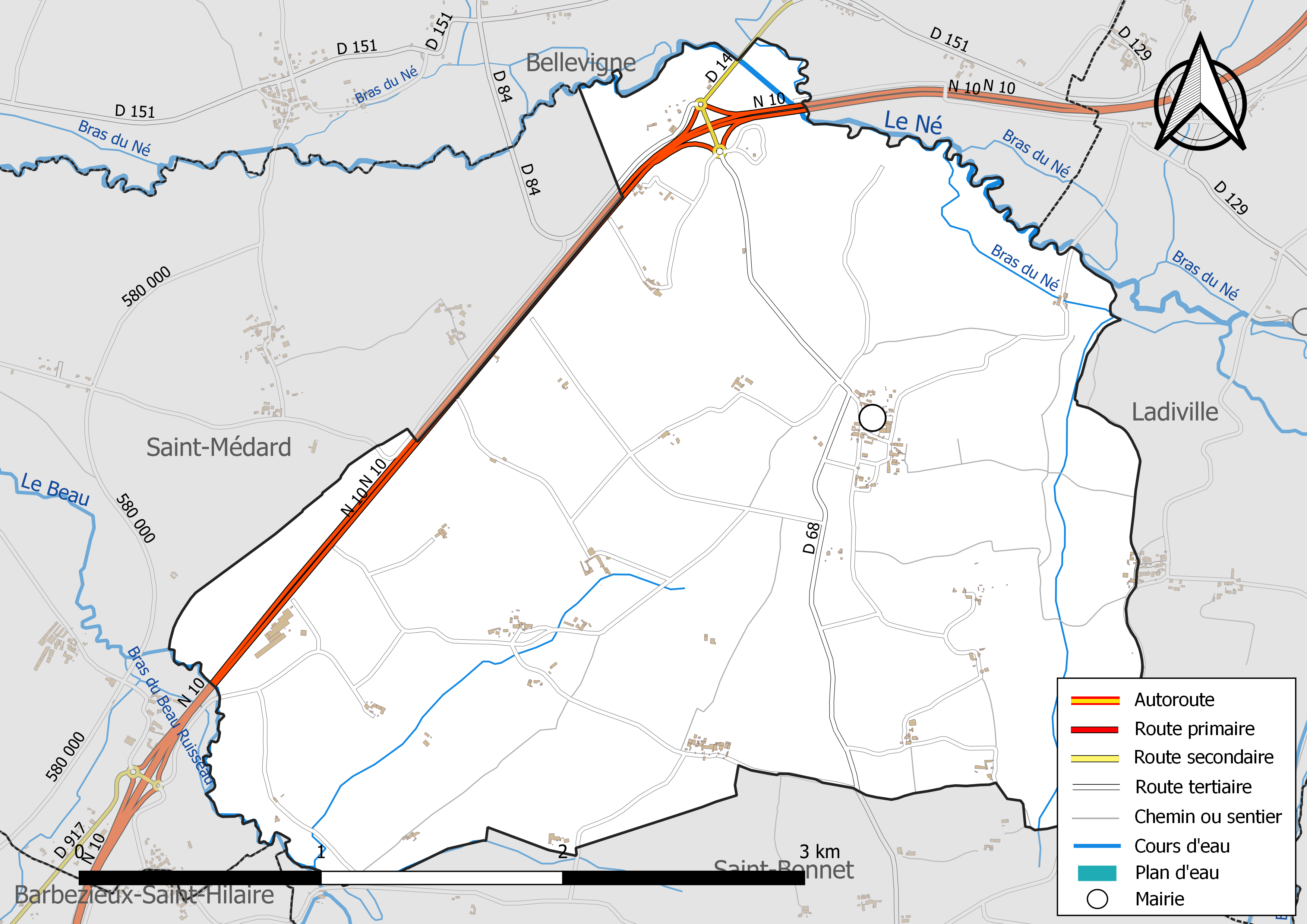
Réseaux hydrographique et routier de Vignolles.

La commune est située dans le bassin versant de la Charente au sein du Bassin Adour-Garonne. Elle est drainée par le Né, le Beau, et par divers petits cours d'eau, qui constituent un réseau hydrographique de 8 km de longueur totale,.
La commune est limitée au nord par le Né, affluent de la Charente et au sud-ouest par le Beau, affluent du Né sur sa rive gauche.

#### Gestion des eaux
Le territoire communal est couvert par le schéma d'aménagement et de gestion des eaux (SAGE) « Charente ». Ce document de planification, dont le territoire correspond au bassin de la Charente, d'une superficie de 9 300 km2, a été approuvé le 19 novembre 2019. La structure porteuse de l'élaboration et de la mise en œuvre est l'établissement public territorial de bassin Charente. Il définit sur son territoire les objectifs généraux d’utilisation, de mise en valeur et de protection quantitative et qualitative des ressources en eau superficielle et souterraine, en respect des objectifs de qualité définis dans le troisième SDAGE  du Bassin Adour-Garonne qui couvre la période 2022-2027, approuvé le 10 mars 2022.

### Climat
Comme dans les trois quarts sud et ouest du département, le climat est océanique aquitain.

## Urbanisme

### Typologie
Au 1er janvier 2024, Vignolles est catégorisée commune rurale à habitat très dispersé, selon la nouvelle grille communale de densité à 7 niveaux définie par l'Insee en 2022.
Elle est située hors unité urbaine. Par ailleurs la commune fait partie de l'aire d'attraction de Barbezieux-Saint-Hilaire, dont elle est une commune de la couronne,. Cette aire, qui regroupe 25 communes, est catégorisée dans les aires de moins de 50 000 habitants,.

### Occupation des sols
L'occupation des sols de la commune, telle qu'elle ressort de la base de données européenne d’occupation biophysique des sols Corine Land Cover (CLC), est marquée par l'importance des territoires agricoles (97,4 % en 2018), une proportion identique à celle de 1990 (97,4 %). La répartition détaillée en 2018 est la suivante : 
zones agricoles hétérogènes (49,8 %), cultures permanentes (24 %), terres arables (23,5 %), forêts (2,6 %). L'évolution de l’occupation des sols de la commune et de ses infrastructures peut être observée sur les différentes représentations cartographiques du territoire : la carte de Cassini (XVIIIe siècle), la carte d'état-major (1820-1866) et les cartes ou photos aériennes de l'IGN pour la période actuelle (1950 à aujourd'hui).

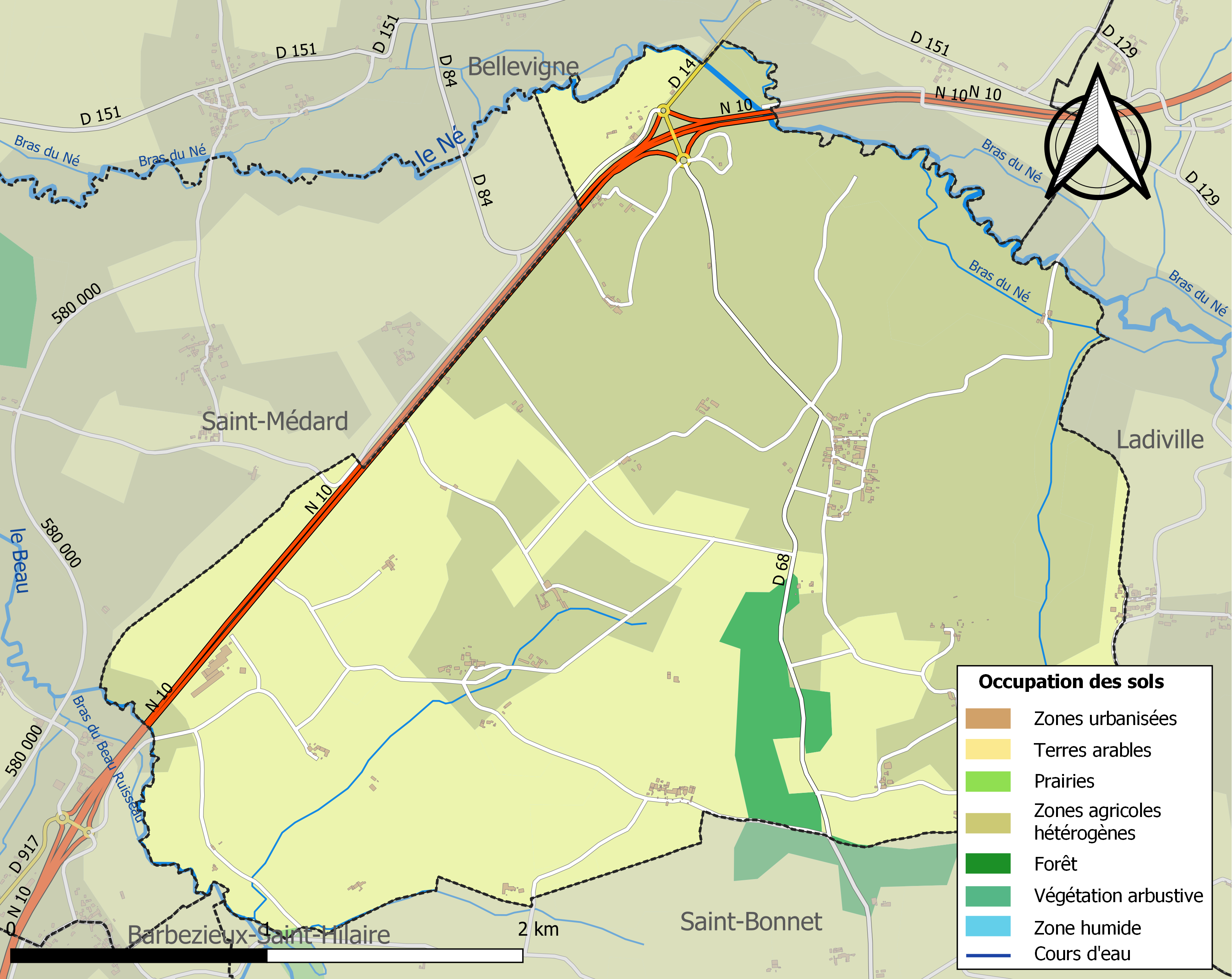
Carte des infrastructures et de l'occupation des sols de la commune en 2018 (CLC).

### Risques majeurs
Le territoire de la commune de Vignolles est vulnérable à différents aléas naturels : météorologiques (tempête, orage, neige, grand froid, canicule ou sécheresse) et séisme (sismicité faible). Il est également exposé à un risque technologique,  le transport de matières dangereuses. Un site publié par le BRGM permet d'évaluer simplement et rapidement les risques d'un bien localisé soit par son adresse soit par le numéro de sa parcelle.

#### Risques naturels

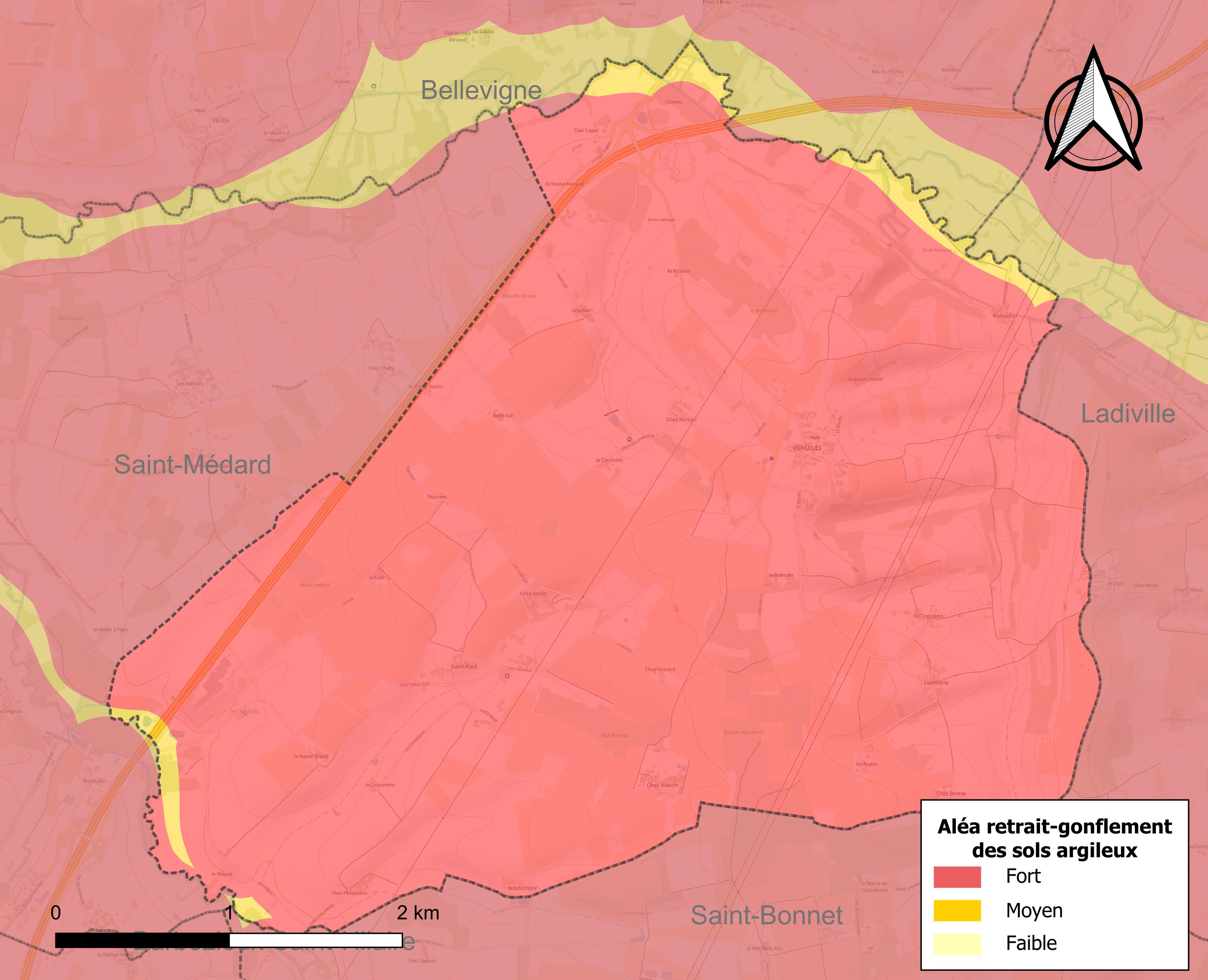
Carte des zones d'aléa retrait-gonflement des sols argileux de Vignolles.

Le retrait-gonflement des sols argileux est susceptible d'engendrer des dommages importants aux bâtiments en cas d’alternance de périodes de sécheresse et de pluie. La totalité de la commune est en aléa moyen ou fort (67,4 % au niveau départemental et 48,5 % au niveau national). Sur les 97 bâtiments dénombrés sur la commune en 2019,  97 sont en aléa moyen ou fort, soit 100 %, à comparer aux 81 % au niveau départemental et 54 % au niveau national. Une cartographie de l'exposition du territoire national au retrait gonflement des sols argileux est disponible sur le site du BRGM,.
Par ailleurs, afin de mieux appréhender le risque d’affaissement de terrain, l'inventaire national des cavités souterraines permet de localiser celles situées sur la commune.
La commune a été reconnue en état de catastrophe naturelle au titre des dommages causés par les inondations et coulées de boue survenues en 1982, 1986, 1987 et 1999. Concernant les mouvements de terrains, la commune a été reconnue en état de catastrophe naturelle au titre des dommages causés par des mouvements de terrain en 1999.

#### Risques technologiques
Le risque de transport de matières dangereuses sur la commune est lié à sa traversée par une ou des infrastructures routières ou ferroviaires importantes ou la présence d'une canalisation de transport d'hydrocarbures. Un accident se produisant sur de telles infrastructures est susceptible d’avoir des effets graves sur les biens, les personnes ou l'environnement, selon la nature du matériau transporté. Des dispositions d’urbanisme peuvent être préconisées en conséquence.

## Toponymie
Les formes anciennes sont Vineolis au Xe siècle, Vinholiis, Vinaona, Vinholes vers 1300.
Le nom de Vignolles provient du latin vinea, « vignoble », avec suffixe diminutif -eola.
Pendant la Révolution, la commune de Saint-Paul s'est appelée provisoirement Paul-Émile.

## Histoire
L'occupation dans la commune est ancienne. L'archéologie aérienne a révélé l'existence de fossés protohistoriques. Dans le nord de la commune, à l'ouest de l'Ormeau, la pars urbana d'une villa romaine a été reconnue, avec mosaïque, monnaie de Trajan, céramique sigillée, tegulae.
Le territoire de Vignolles se composait de deux paroisses distinctes. Vers le XVIe siècle, Saint-Paul était rattachée à la cure de Saint-Bonnet. Elles étaient toutes deux la possession de François Gélinard, écuyer, seigneur de Malaville et maître des comptes à Paris. L'église de Saint-Paul a disparu dès le XVIIIe siècle.
Les premiers registres de l'état civil remontent à 1624.
En 1845, les communes de Vignolles et Saint-Paul ont fusionné.

## Administration
| Période                                  | Période  | Identité           | Étiquette | Qualité     |
| ---------------------------------------- | -------- | ------------------ | --------- | ----------- |
| Les données manquantes sont à compléter. |          |                    |           |             |
| 1979                                     | 2008     | Jean-Marie Combaud |           |             |
| 2008                                     | En cours | Georges Petit      | SE        | Agriculteur |

## Démographie

### Évolution démographique
L'évolution du nombre d'habitants est connue à travers les recensements de la population effectués dans la commune depuis 1793. Pour les communes de moins de 10 000 habitants, une enquête de recensement portant sur toute la population est réalisée tous les cinq ans, les populations de référence des années intermédiaires étant quant à elles estimées par interpolation ou extrapolation. Pour la commune, le premier recensement exhaustif entrant dans le cadre du nouveau dispositif a été réalisé en 2004.

En 2022, la commune comptait 161 habitants, en évolution de −10,06 % par rapport à 2016 (Charente : −0,48 %, France hors Mayotte : +2,11 %).
| 1793 | 1800 | 1806 | 1821 | 1831 | 1841 | 1846 | 1851 | 1856 |
| ---- | ---- | ---- | ---- | ---- | ---- | ---- | ---- | ---- |
| 224  | 232  | 282  | 300  | 305  | 412  | 438  | 431  | 463  |

| 1861 | 1866 | 1872 | 1876 | 1881 | 1886 | 1891 | 1896 | 1901 |
| ---- | ---- | ---- | ---- | ---- | ---- | ---- | ---- | ---- |
| 480  | 473  | 426  | 413  | 362  | 368  | 320  | 342  | 313  |

| 1906 | 1911 | 1921 | 1926 | 1931 | 1936 | 1946 | 1954 | 1962 |
| ---- | ---- | ---- | ---- | ---- | ---- | ---- | ---- | ---- |
| 336  | 312  | 307  | 305  | 303  | 277  | 304  | 292  | 277  |

| 1968 | 1975 | 1982 | 1990 | 1999 | 2004 | 2006 | 2009 | 2014 |
| ---- | ---- | ---- | ---- | ---- | ---- | ---- | ---- | ---- |
| 264  | 191  | 187  | 181  | 183  | 204  | 204  | 180  | 181  |

| 2019 | 2022 | - | - | - | - | - | - | - |
| ---- | ---- | - | - | - | - | - | - | - |
| 165  | 161  | - | - | - | - | - | - | - |

### Pyramide des âges
En 2018, le taux de personnes d'un âge inférieur à 30 ans s'élève à 31,5 %, soit au-dessus de la moyenne départementale (30,2 %). À l'inverse, le taux de personnes d'âge supérieur à 60 ans est de 32,1 % la même année, alors qu'il est de 32,3 % au niveau départemental.
En 2018, la commune comptait 78 hommes pour 88 femmes, soit un taux de 53,01 % de femmes, légèrement supérieur au taux départemental (51,59 %).
Les pyramides des âges de la commune et du département s'établissent comme suit.
| Hommes | Classe d’âge | Femmes |
| ------ | ------------ | ------ |
| 1,3    | 90 ou +      | 1,1    |
| 7,7    | 75-89 ans    | 9,2    |
| 21,8   | 60-74 ans    | 23,0   |
| 24,4   | 45-59 ans    | 17,2   |
| 14,1   | 30-44 ans    | 17,2   |
| 15,4   | 15-29 ans    | 12,6   |
| 15,4   | 0-14 ans     | 19,5   |

| Hommes | Classe d’âge | Femmes |
| ------ | ------------ | ------ |
| 1      | 90 ou +      | 2,7    |
| 9,2    | 75-89 ans    | 12     |
| 20,6   | 60-74 ans    | 21,3   |
| 20,7   | 45-59 ans    | 20,3   |
| 16,8   | 30-44 ans    | 16     |
| 15,6   | 15-29 ans    | 13,4   |
| 16,1   | 0-14 ans     | 14,3   |

### Remarques
Vignolles a absorbé Saint-Paul (100 habitants alors) en 1845.

## Économie

### Agriculture
La viticulture est une activité importante de Vignolles, qui est située en Petite Champagne, dans la zone d'appellation d'origine contrôlée du cognac.
Certains producteurs vendent cognac, pineau des Charentes et vin de pays à la propriété.

## Lieux et monuments

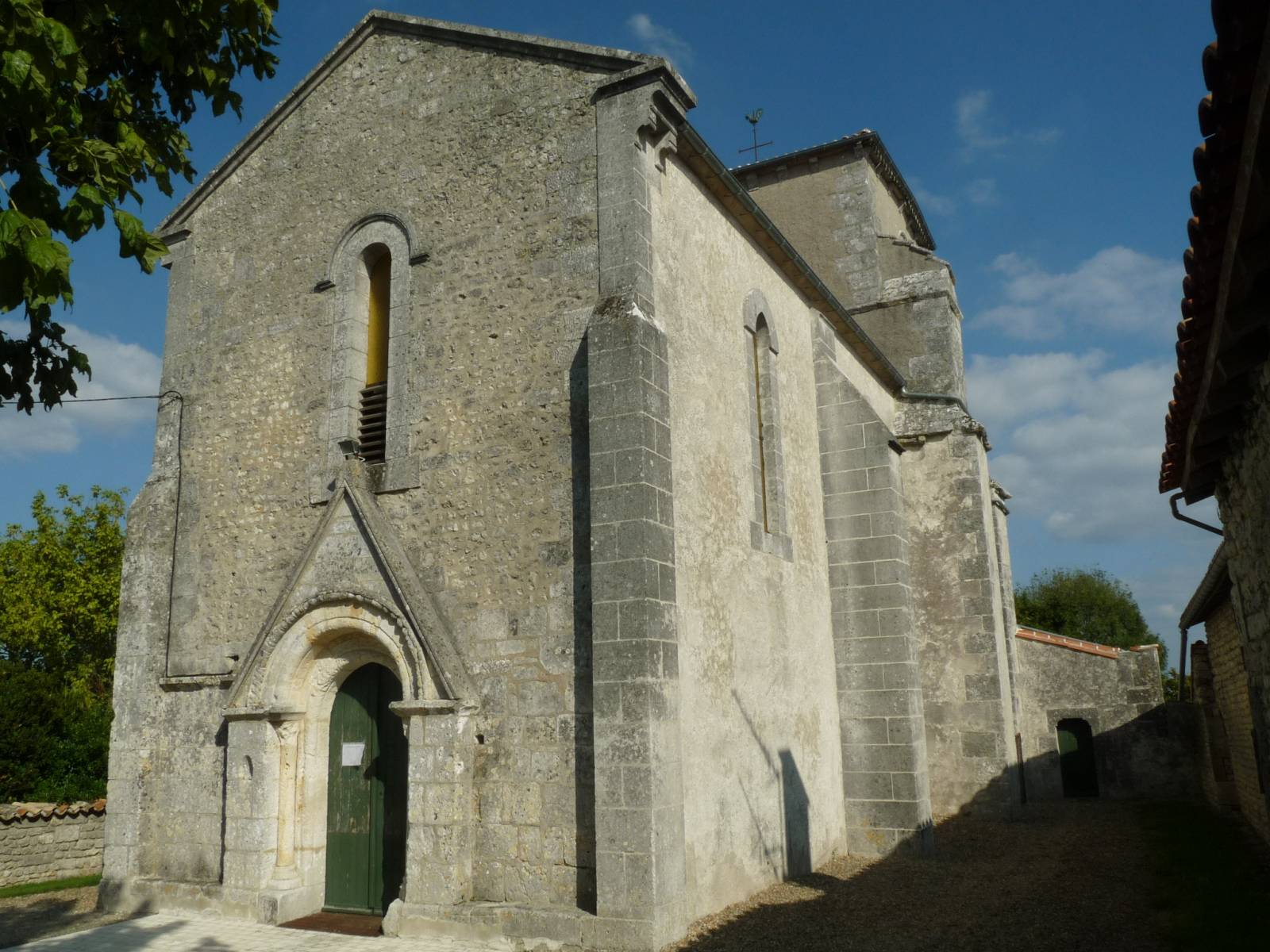
L'église de Vignolles.

- L'église paroissiale Notre-Dame date du XIIe siècle, mais elle a été remaniée au XIVe siècle et son chevet a été restauré au XIXe siècle. Elle est inscrite aux monuments historiques depuis 1991[36]. Elle possède un calice en argent et laiton datant de 1789 classé monument historique au titre objet depuis 1983[37].
- La commune abrite de belles fermes datant du XVIIe à XIXe siècle (les Arpins, Chez Cevaut, Chez Grelot, la Coudrette, Livonnerie, Bellefontaine, Chez Mareau, etc.)[38].
- Vestiges de moulins à vent, au Clos, à l'est du bourg, ou à eau à Pontaucher[39],[38].

## Personnalités liées à la commune
- Étienne de Vignolles dit La Hire, compagnon d'armes de Jeanne d'Arc.